# Françoise Ninghetto
Françoise Ninghetto, née en 1947 dans le canton du Valais, est une historienne de l'art suisse.
Elle est conservatrice et directrice adjointe du musée d'Art moderne et contemporain (MAMCO) à Genève jusqu'en 2017.

## Biographie
Née en 1947 dans le Valais, d'une mère suisse et d'un père italien, Françoise Ninghetto grandit dans le canton de Genève. Enfant, elle pratique la danse classique puis s'oriente vers la danse contemporaine[source insuffisante]. Elle étudie à l'Université de Genève où elle suit des cours d'histoire de l'art dispensés par Maurice Besset.
À partir de 1984, Françoise Ninghetto travaille au Centre d'art Halle Sud. Après la fermeture du centre en 1990 par manque de budget, elle travaille quatre ans comme rédactrice indépendante pour la Tribune de Genève. Au printemps 1994, elle est engagée comme directrice adjointe du nouveau musée d'art moderne et contemporain de Genève (MAMCO) et conservatrice en chef,.
Elle exerce ces fonctions jusqu'en décembre 2016, data à laquelle elle part à la retraite.
Elle exerce ensuite en tant que conservatrice honoraire auprès du directeur du musée.
Elle est mariée.

## Autres fonctions
- Vice-présidente de l'association internationale des critiques d'art (AICA)[6]
- Membre du jury chargé de sélectionner les œuvres et les projets exposées à la Maison de la paix à Genève[7].
- Présidente de la commission artistique de l'Institut suisse de Rome depuis 2008[8]
- Rédactrice de fiches encyclopédiques pour l'Encyclopædia Universalis et le SIKART[9]
- Autrice pour le magazine suisse d'art Kunstbulletin[10] elle rédige les textes en français du magazine[11].

## Publications
- Françoise Ninghetto, Marielle Larré, Sibylle Omlin et Pro Helvetia, Le"performatif" les arts de la performance en Suisse, 2004 (ISBN 3-909622-05-4 et 978-3-909622-05-4, OCLC 1284599935, lire en ligne)
- Participation à Toit du Monde, édité par Sigismond de Vajay, ed. Lars Muller Publishers, 2005  (ISBN 9783037780008)
- Françoise Ninghetto et Jacques Jouet, Hoptitoh : Tito Honegger, Objets 1991-2003, Quiquandquoi, 2004 (ISBN 2-940360-12-X et 9782940360123, OCLC 470864731, lire en ligne)
- Tissot, Karine., Artistes à Genève : de 1400 à nos jours, Genève, L'APAGe, 2010, 642 p. (ISBN 978-2-940408-15-3 et 2940408157, OCLC 717603790, lire en ligne)
- Motti, Gianni., Gatel, Raphaël., Dupont, Clementine. et Galerie Emmanuel Perrotin (Paris, France), Gianni Motti, Galerie Perrotin, 2013 (ISBN 978-88-6208-361-4 et 8862083610, OCLC 868003265, lire en ligne)
- Tatiana Trouvé, Françoise Ninghetto, Thierry Davila et Musée d'art moderne et contemporain, Tatiana Trouvé, 2022 (ISBN 1-63681-044-6 et 978-1-63681-044-7, OCLC 1289989432, lire en ligne).